# Салават Юлаєв (хокейний клуб)
Хокейний клуб «Салават Юлаєв» — хокейний клуб з м. Уфи, Росія. Заснований у 1961 році. Виступає в Континентальній хокейній лізі. Названий на честь башкирського національного героя Салавата Юлаєва.
Чемпіон Росії (2008), бронзовий призер (1995, 1996, 1997, 2010). Володар Кубка Гагаріна (2011).
Домашні ігри команда проводить на льоду Універсальної спортивної арени «Уфа-Арена» (7950 глядачів). Ігрові кольори клубу: зелений, синій і білий.

## Історія
Вперше хокейна команда в м. Уфі створена в 1955 році під назвою «Енергія». З 1961 року виступає під назвою «Салават Юлаєв» . Влітку 1961 року команда включена до складу учасників першості СРСР по класу «Б».
У 1964—1992 роках «Салават Юлаєв» виступав в класі «А» радянського хокею, в 1992—1996 років входив до МХЛ, в 1996—1999 років — в РХЛ, з 1999 році — в ПХЛ.
У 1989 році створено хокейний клуб «Салават Юлаєв». У його структуру в даний час входять: команда «Салават Юлаєв», що виступаює в КХЛ, команда «Толпар», що виступає в МХЛ, команда «Агідель», що виступаює в чемпіонаті Суперліги серед жіночих команд, а також спеціалізована дитячо-юнацька хокейна школа олімпійського резерву, Універсальна спортивна арена «Уфа-Арена» з двома хокейними майданчиками зі штучним льодом (трибуни: 7950 і 650 місць), Уфимський Палац спорту з двома хокейними майданчиками зі штучним льодом (трибуни: 3500 та 1500 місць), Спортивний комплекс «Юлаєвець» (трибуни: 200 місць).
За піввікову історію команда ставала неодноразовими переможцем і призеррм чемпіонатів Росії. У сезоні 2007—2008, граючи в Суперлізі, «Салават Юлаєв» став чемпіоном Росії. У сезоні 2010—2011 «Салават Юлаєв» завоював Кубок Гагаріна — головний трофей КХЛ. Крім того, «Салават Юлаєв» чотириразовий бронзовий призер чемпіонату Росії (1995, 1996, 1997, 2010).

## Генеральний спонсор
- Благодійний фонд «УРАЛ»

У березні 2006 році, за ініціативи першого Президента Республіки Башкортостан Муртази Рахімова, були засновані чотири благодійних фонди, що отримали найменування за назвами головних річок Башкортостану: «Урал», «Інзер», «Юрюзань» і «Агідель».
У грудні 2010 року, в результаті реорганізації, фонди «Інзер», «Юрюзань», «Агідель» приєдналися до Благодійного фонду «УРАЛ».
Фонд контролює активи в розмірі 64,3 млрд. рублів, отриманих при реалізації акцій підприємств ТЕК Республіки Башкортостан і здійснює масштабні благодійні програми, що фінансуються за рахунок доходів від розміщення коштів у кредитних організаціях.
З березня 2006 року реалізовано більше 280 благодійних проектів на загальну суму 14,2 млрд рублів. Основні напрямки діяльності фонду: охорона здоров'я, освіта, спорт, зведення об'єктів соціального та інфраструктурного характеру, надання допомоги громадським і релігійним організаціям, підтримка діяльності у сфері культури і мистецтва.
Головою Ради БФ «УРАЛ» є перший Президент Республіки Башкортостан Муртаза Рахімов. Генеральний директор: Мірсаїтов Ю.М.

## Досягнення
- Чемпіон Росії (2008), бронзовий призер (1995, 1996, 1997, 2010)
- Володар Кубка Гагаріна (2011).

## Тренери команди
Тренували команду: 
- Володимир Штирков (1961—1963)
- Юрій Субботін (1963—1968)
- Володимир Каравдін (1968—1975)
- Валерій Нікітін (1975—1979)
- Марат Азаматов (1979—1983 і 1990—1991)
- Віктр Садомов (1983—1987)
- Сергій Михальов (1987—1990, 2005—2009, 2011)
- Володимир Биков (1991—1992, 1999—2000, 2009—2011)
- Рафаель Ішматов (1992—1999 і 2004—2005)
- Леонід Макаров (2000)
- Сергій Ніколаєв (2000—01 і 2003—04)
- Микола Макаров (2004)
- Венер Сафін (2011—т.ч.).

## Відомі гравці
Найсильніші гравці різних років:
- воротарі: В. Чередник, В. Логінов, Олексій Мар'їн, В. Тихомиров;
- захисники: Н. Анферов, А. Шалаєв, С. Дев'ятиріков, П. Козлов, Андрій Чистяков, Рін. Гімаєв, Ігор Кравчук, Владислав Озолін, М. Потапов, Венер Сафін, Андрій Яханов, Андрій Зюзін;
- нападники: М. Анферов, І. Гімаєв, Г. Заїкін, Р. Ішматов, Раш. Гімаєв, Олександр Семак, Равіль Хайдаров, С. Свержов, Альфред Юнусов, Д. Денисов, Микола Заварухін, Б. Тимофєєв, П. Девяткін, А. Гареєв, Руслан Шафіков.

## Арена
Домашні матчі хокейний клуб проводить на льоду Універсальної спортивної арен «Уфа-Арена», який вміщує 7950 глядачів.
«Уфа-Арена» була збудована у 2007 році за проектом уфімських архітекторів. Універсальна спортивна арена розташована у центрі міста, на вулиці Леніна, 114. Раніше на цій території знаходився стадіон «Труд».
Місткість трибун «Уфа-Арени» — 7950 глядачів, що у двічі перевищує місткість Уфімського палацу спорта на вулиці Р. Зорге. Арена була збудована з врахуванням усіх технічних вимог сучасної спортивної інфраструктури.
Перших глядачів «Уфа-Арена» прийняла 27 серпня 2007 року, коли на льоду у матчі відкриття арени зустрілись молодіжні збірні Росії і Канади. Також на арені був успішно проведений чемпіонат світу з бородьби на поясах у жовтні 2007 року.
Нині «Уфа-Арена» — домашня арена для хокейного клубу «Салават Юлаєв». Свій перший офіційний матч на льоду арени команда провела 19 грудня 2007 року. На цьому ж льоду 11 квітня 2008 року «Салават Юлаєв» вперше у своїй історії став чемпіоном Росії.

## Фарм-клуби
- «Торос» (Нефтекамськ) — Вища хокейна ліга
- «Толпар» (Уфа) — Молодіжна хокейна ліга